# Herman Boerhaave

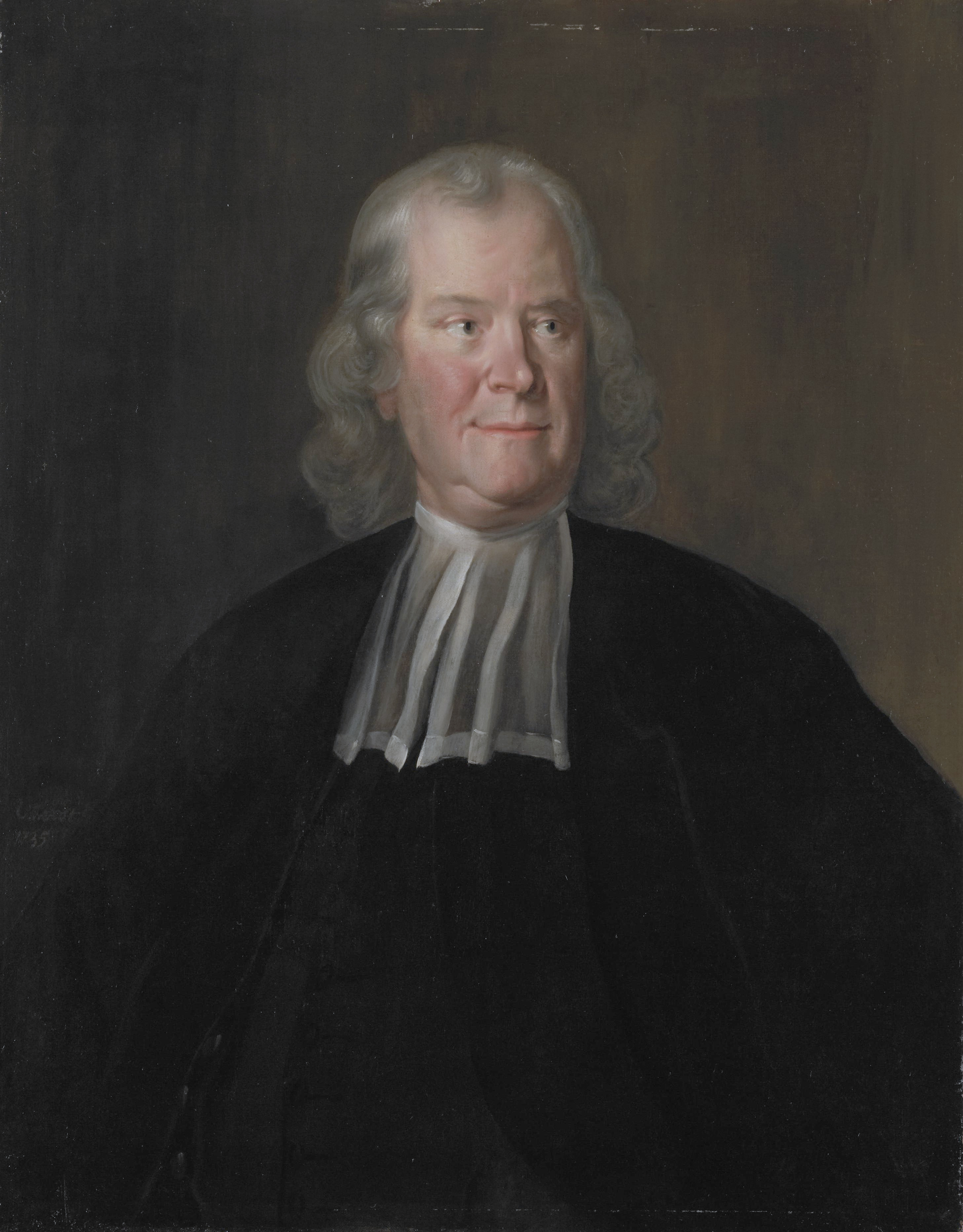
Herman Boerhaave, 1735, Gemälde von Cornelis Troost (1697–1750)

Herman Boerhaave ([ˈɦɛrmɑn ˈbuːrˌɦaːvə], * 31. Dezember 1668 in Voorhout; † 23. September 1738 in Leiden) war ein niederländischer Mediziner, Chemiker und Botaniker. Er war Hochschullehrer (Professor) in Leiden. Sein botanisches Autorenkürzel lautet „Boerh.“.

## Leben und Wirken

### Herkunft

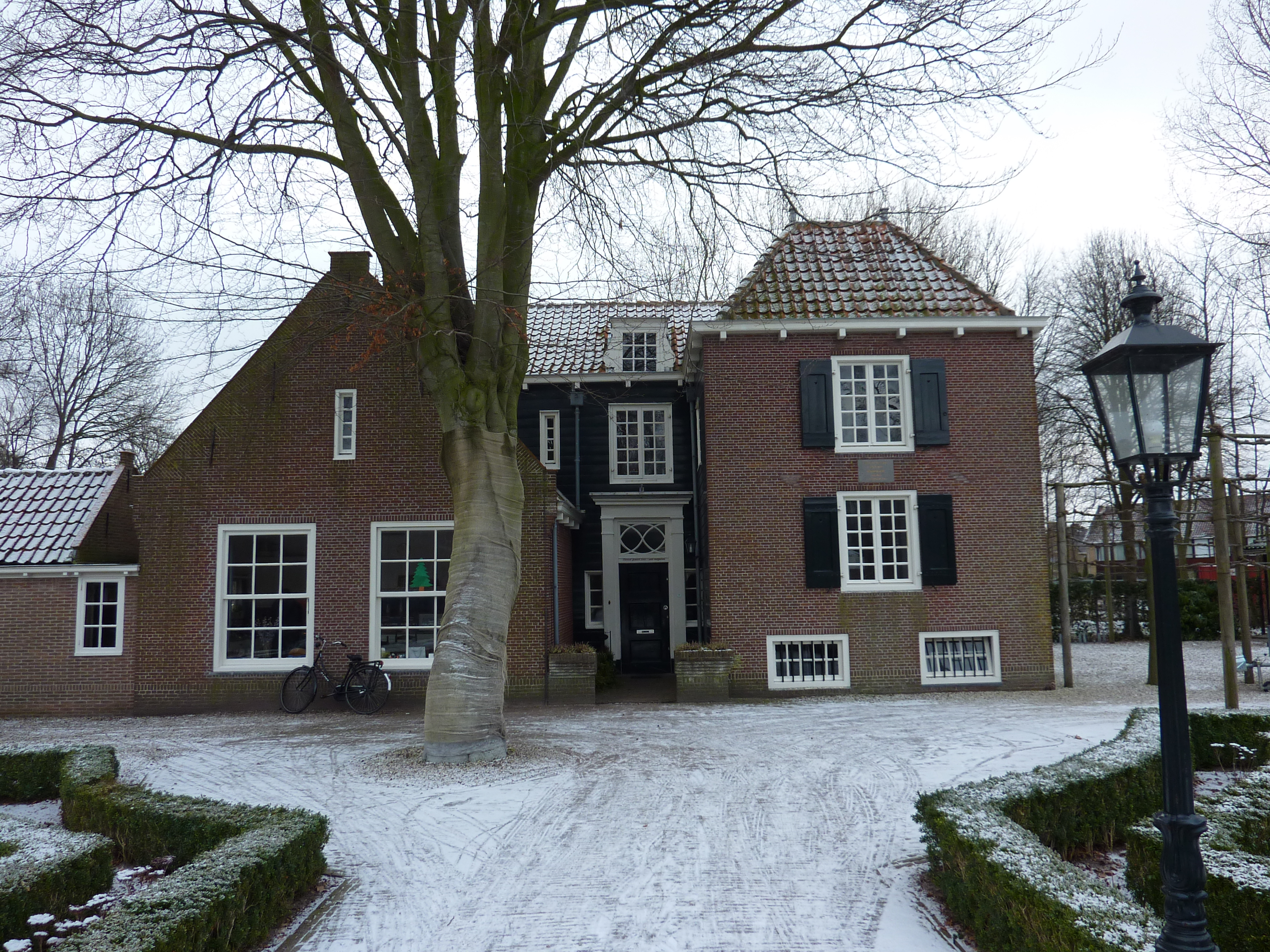
Das Geburtshaus Herman Boerhaaves

Herman Boerhaave wurde als Sohn des calvinistischen Dorfpfarrers Jacob Boerhaave (* 16. November 1625 in Leiden; † 12. November 1683 ebenda) und dessen Frau Hagar Daalder (auch: Daelder, getauft am 22. April 1635 in Amsterdam; † 21. März 1673 in Voorhout) unweit der Stadt Leiden geboren. Der Vater hatte die Tochter des Amsterdamer Kaufmannes und Kompassbauers Hermann Daalder und dessen Frau Magdalena du Bois am 15. Juni 1663 in Leiden geheiratet. Herman wurde am Neujahrstag 1669 in seinem Geburtsort getauft; Sara Daalder und Jan Hendrik Brandhout fungierten als Taufzeugen. Sein Großvater Jacob Boerhaave (* 1592 in Leiden; † 17. Dezember 1670 in Voorhout) und sein Urgroßvater Carel Boerhaave (* ± 1570 in Hontschoten; † 10. September 1633 in Leiden), erlangten in Leiden das Bürgerrecht und erwarben ihren Lebensunterhalt als Kaufleute.
Hermans Vater war drei Mal verheiratet. Seine erste Ehe schloss er am 12. Dezember 1652 mit Hester Baille. Aus jener Ehe stammen Hermans Stiefgeschwister Justus (getauft 12. Oktober 1653 in Leiden), Maria I (* 1656) und Margaretha (getauft 17. August 1657 in Leiden). Aus der zweiten Ehe mit Hermans Mutter stammen die Geschwister Maria II (getauft 15. November 1665 in Voorhout), Magdalena Boerhaven (* 21. April 1667 in Voorhout; † 11. Juni 1720 in Leiden), Margariet Boerhaven (getauft 14. September 1670) und Maria III Boerhaave (getauft 28. Februar 1672 in Voorhout; † 18. Dezember 1738 in Hamburg), wobei zwei Töchter jung starben. Wie es zur damaligen Zeit üblich war, erwarb er vom Vater seine ersten Kenntnisse der lateinischen, griechischen und hebräischen Sprachen sowie der klassischen Literatur und Geschichte. Daneben musste Herman sich an der täglichen Gartenarbeit beteiligen, wobei er körperlich ertüchtigt wurde und ihm erste botanische Zusammenhänge vermittelt wurden.
Nach dem Tod seiner Mutter heiratete sein Vater am 12. Juni 1674 in Leiden erneut, eine Frau namens Eva du Bois (* 1640 in De Rijp; † 1702 in Leiden), die Tochter des Pfarrers in Leiden Jacob (Jacques) du Bois und dessen Frau Elandine Geldorp, welche die Aufgabe einer sorgsamen Stiefmutter übernahm. Aus jener Ehe stammen die drei Töchter Eva Boerhaave, Sara Boerhaave (getauft 12. Mai 1675 in Voorhout) und Jacoba Boerhaave, sowie Hermans zwei Stiefbrüder Jacob Boerhaave (19. November 1676 in Leiden; † 28. Januar 1752 ebenda) und Marcus Borhaave (* 13. März 1678 in Leiden; † 31. Januar 1719 in Breda) welche später den Beruf eines Pfarrers ergriffen.
Auch Herman war ursprünglich zum Pfarrberuf bestimmt. Damit dies in den vorgedachten Bahnen verlaufen konnte, brachte ihn sein Vater 1682 an die Lateinschule in Leiden, wo er unter der Leitung des Rektors Wigard van Winschoten (* 29. Juli 1639 in Amsterdam; † 1685) unterrichtet wurde.

### Ausbildung
Am 10. Juli 1682 immatrikulierte sich Boerhaave an der Universität Leiden, wo er 1684 ein Studium der theologischen Wissenschaften unter der Leitung von Jacobus Trigland dem Jüngeren, Friedrich Spanheim und Johannes a Marck begann. Nach dem Tod seines Vaters förderte ihn der Leidener Bürgermeister Daniël van Alphen (1651–1733) und ermöglichte ihm seine Studien zu absolvieren. An der Leidener Hochschule vervollkommnete er seine Kenntnisse zur Rhetorik bei Wolferdus Senguerdius, lernte Latein und Griechisch bei Johann Friedrich Gronovius, Geschichte und Geographie bei Theodorus Rijcke sowie bei Karl Schaaf (1646–1729) und Trigland Hebräisch. Besonders entwickelte Boerhaave in jener Zeit eine Vorliebe für die philosophischen Wissenschaften, wobei er in Burchard de Volder einen anregenden Lehrer fand. In jenem Kontext scheint auch seine Beantwortung auf eine Preisfrage entstanden zu sein, welche unter dem Titel Oratio academica qua probatur, bene intellectam a Cicerone et confutatam esse sententiam Epicuri de summo bono 1689 in Leiden erschien und wofür er als Preis eine Goldmedaille erhielt.
Nachdem er am 21. Dezember 1690 mit der Arbeit De distinctione mentis a corpore (Leiden 1690) den philosophischen Magistergrad erworben hatte, erhielt Boerhaave vom Kuratorsekretär der Leidener Universität Johan van den Bergh (1664–1755) den Auftrag die angekaufte Bibliothek des Isaac Vossius zu katalogisieren. Während dieser Arbeit vielfältig angeregt, entschloss er sich, die medizinischen Wissenschaften zu studieren. So beschäftigte er sich zunächst autodidaktisch mit den Schriften des Hippokrates von Kos, des Andreas Vesalius bis hin zu denen des Thomas Sydenham. Er empfand zudem Sympathie für die Schriften Spinozas, Boyles, Descartes’ und später auch Newtons. Seine praktischen Lehrer wurde zu jener Zeit de Volder, in Chemie Jacobus le Mort, Charles Drelincourt der Jüngere und der Anatom Anton Nuck.
Am 12. Juli 1693 immatrikulierte sich Boerhaave an der Universität Harderwijk, wo er am Folgetag bei Theodor van Graeff mit einer Untersuchung über die Exkremente von Kranken, unter dem lateinischen Titel Exposuit casum morbi de apoplexia et Hipp. Aphor. 61 sect 5, disputavit de utilitate explorandum in aegris excrementorum ut signorum omnia exacte et solide, zum Doktor der Medizin promoviert wurde. Boerhaave gehörte zu den Pionieren der genauen Beobachtung von Krankheitssymptomen und war ein bedeutender klinischer Lehrer. In seiner Dissertation verweist er auf eine überragende semiotische Bedeutung des Urins, da dieser, bevor er durch die („Siebe“ der) Niere abgeschieden wird, zuvor mit dem Blut den ganzen Körper durchflossen habe und dabei – iatromechanisch gedacht – etwas von dem mit dem Ganzen zu wenig verbundenen Teil mitgenommen hat.

### Wirken in Leiden

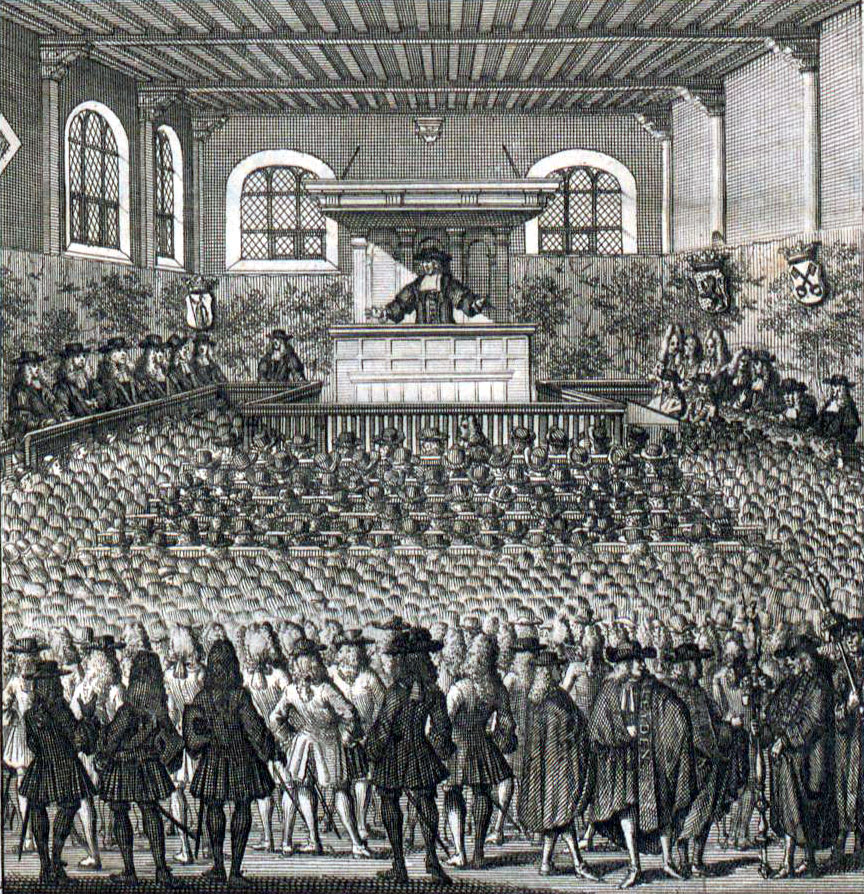
Boerhaave während seiner Antrittsvorlesung als Rektor der Universität Leiden (1715)

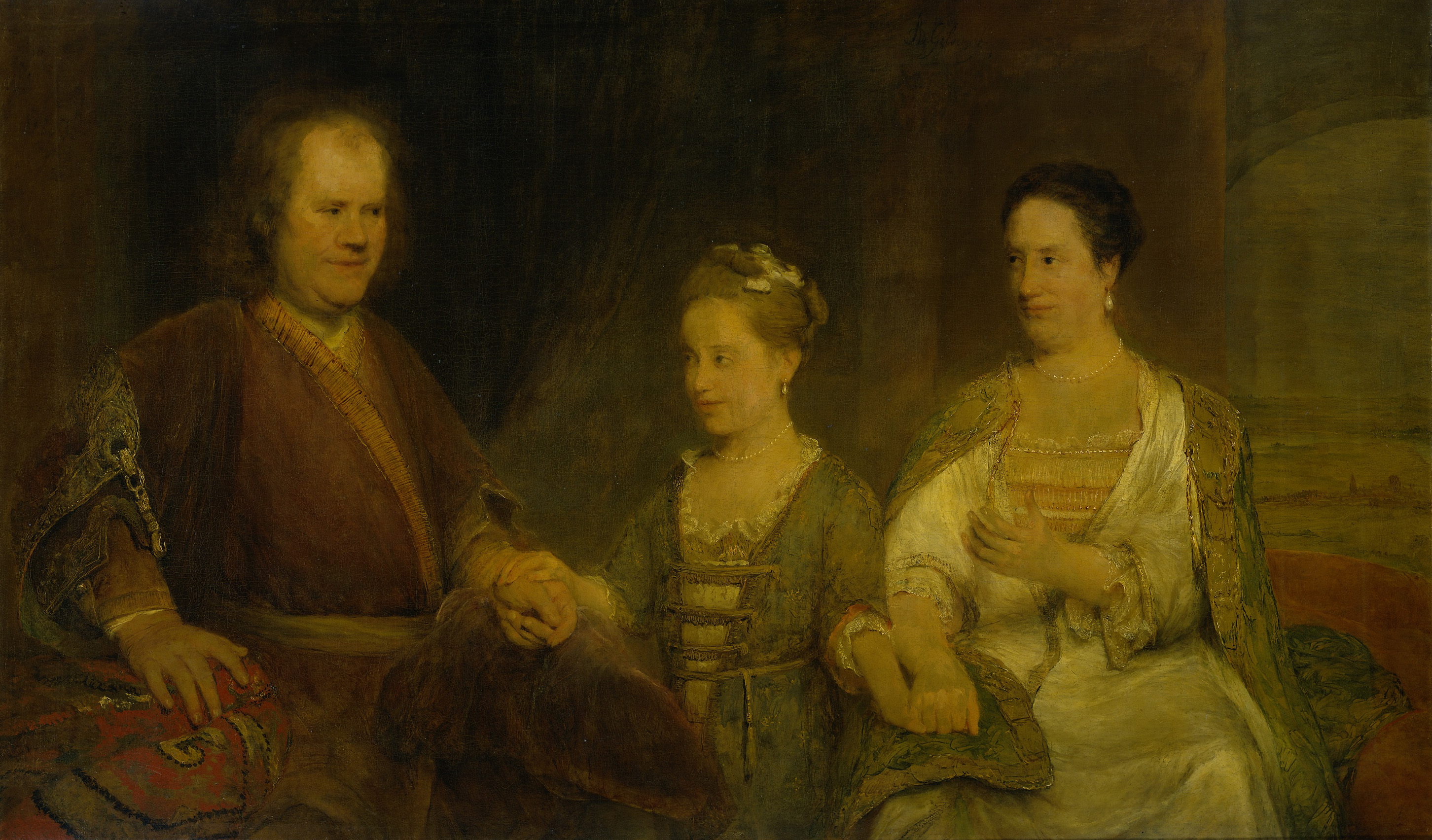
Boerhaave mit Frau und Tochter

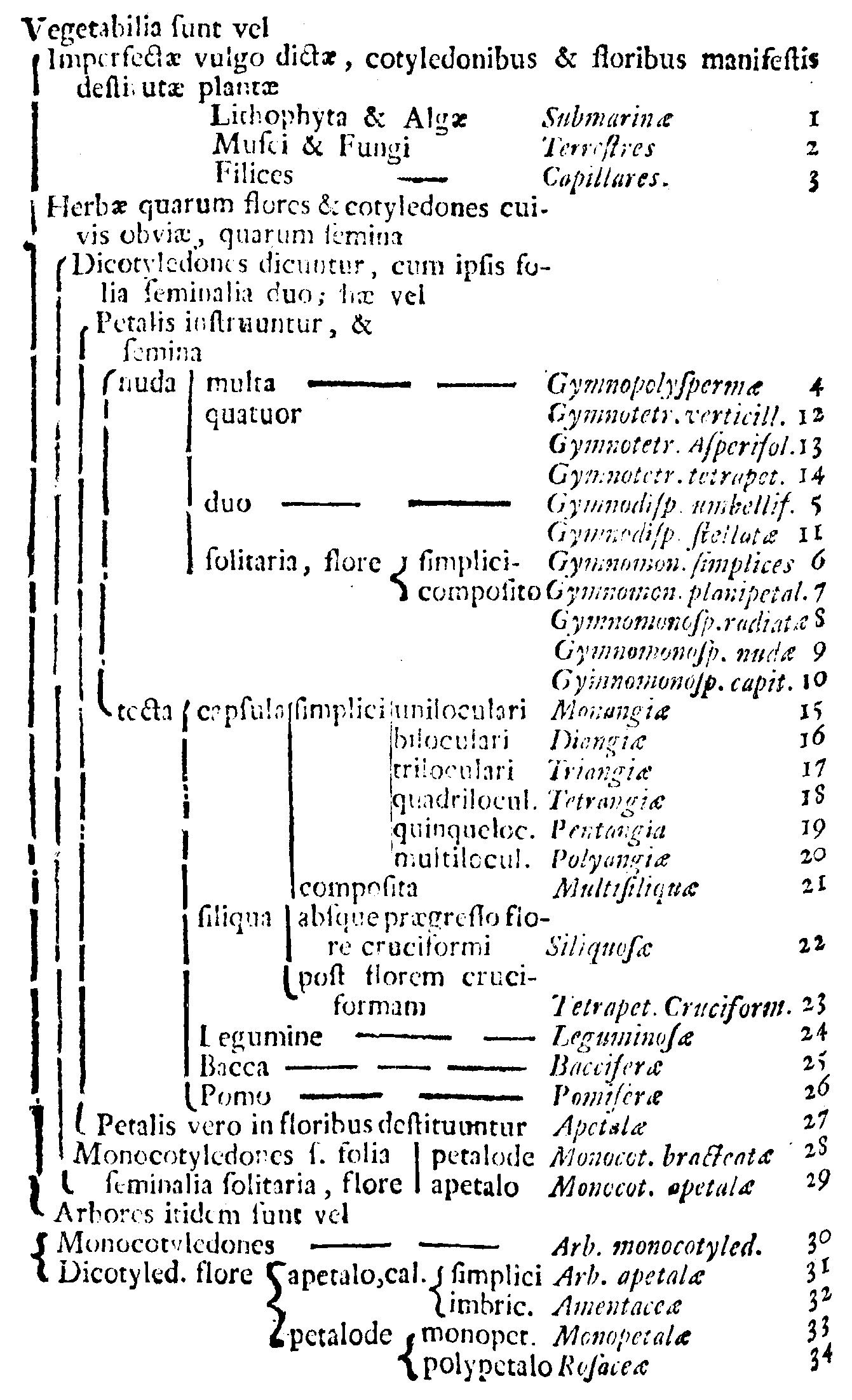
Schlüssel zur Systematik von Boerhaave in Linnés Classes Plantarum von 1738.

Boerhaave kehrte nach Leiden zurück, wo er zunächst als praktischer Arzt agierte. Während jener Zeit widmete er sich chemischen Forschungen und besserte sich seinen Lebensunterhalt als Mathematiklehrer auf. Am 18. Mai 1701 erhielt er als Lektor und Repetent einen Lehrauftrag für theoretische Medizin an der Medizinischen Fakultät, welchen er am 8. Juni des Jahres mit der Einführungsrede Oratio de commendando studio hippocratico (Leiden 1701) antrat, die sich mit der Wichtigkeit der Studien des Hippokrates und des Thomas Sydenham für die praktische Heilkunde befasste. Hierfür erhielt er ein Jahressalär von 400 Gulden, welches er sich durch Privatstunden aufbesserte. Als er zwei Jahre später eine Berufung auf den Lehrstuhl der Medizin an der Universität Groningen abgelehnt hatte, verlängerte man seine Anstellung und erhöhte sein Salär auf 600 Gulden, mit der Aussicht auf einen Lehrstuhl in Leiden. In jenem Kontext erschien im selben Jahr seine Dankesrede De usu ratiocinii mechanici in medicina (Leiden 1703), worin er sich über den Nutzwert mechanischer Begriffe für die medizinischen Wissenschaften äußerte und damit auch seine Vorstellung einer iatromechanischen Krankheitstheorie formuliert. In der Zwischenzeit hatte er neben seinen Vorlesungen zur theoretischen Medizin auch Privatkurse über Botanik, Chemie und praktische Medizin gegeben, welche einen breiten Anklang fanden. So beschäftigte er sich 1706 mit der Anlage von Gewächshäusern im Leidener Pflanzengarten und bestimmte, unter welchem Winkel die Glasdächer unter jedem Breitengrad gegen den Horizont geneigt sein müssen, um möglichst viele Sonnenstrahlen aufzufangen.
Nach dem Tod von Peter Hotton wurde Boerhaave am 18. Februar 1709 zum Professor der Medizin und Botanik berufen. Seine Antrittsrede vom 20. März 1709 trug den Titel Oratio, qua repurgatae medicinae facile asseritur simplicitas. Damit war eine finanzielle Gratifikation von 1000 Gulden für die Professur und 300 Gulden für die Arbeit am Hortus Botanicus Leiden verbunden. 1710 erschien unter seiner Obhut ein Verzeichnis (Index plantarum, quae in Horto academico Lugduno-Batavo reperiuntur) aller Pflanzen des Hortus Botanicus. Zehn Jahre später erweiterte er den Index um mehr als 2000 Arten, ergänzte ihn um die Geschichte des botanischen Gartens und fügte einige grafische Darstellungen hinzu. Die nun 5846 Pflanzenarten umfassende Schrift wurde unter dem Titel Index alter plantarum, quae in horto Academico Lugdono-Batavo coluntur veröffentlicht.
Während seiner Lehrphase wurde die medizinische Fakultät der Universität Leiden zum Anziehungspunkt für zahlreiche Medizinstudenten aus dem In- und Ausland. Dies mag die Kuratoren der Leidener Hochschule dazu bewogen haben, ihm 1714 die zweite Professur der praktischen Medizin am Universitätskrankenhaus Collegium Practicum und am 24. Juni 1718 die Professur der Chemie zu übertragen. Hierzu hielt er 1714 die Rede De comparando certo in physicis, die zu den vorzüglichsten seiner Vorträge gezählt wurde und 1718 die Oratio de chemia suos errores expurgante (Leiden 1718). Nach der Emeritierung von Frederik Dekkers übernahm er 1720 zudem die erste praktische Professur und die Aufsicht über das Universitätskrankenhaus. Zudem beteiligte sich Boerhaave auch an den organisatorischen Aufgaben der Leidener Hochschule und war 1714/15 sowie 1730/31 Rektor der Alma Mater geworden. Hierzu hielt er entsprechende Rektoratsreden, 1714 die De comparando certo in physicis und 1731 die Rede de honore medici, servitute.
Als Leidener Hochschullehrer deckte Boerhaave ein breites medizinisches Wissensspektrum ab. So unterrichtete er Methodologie (Methodus discendi medicinam), Physiologie, allgemeine Pathologie, spezielle Pathologie, Chirurgie, Augenheilkunde, Arzneimittellehre, Chemie und Botanik. Durch seine facettenreiche Kenntnis erwarb er sich während seiner Zeit ein großes Ansehen. Selbst mancher Potentat fand den Weg in seine Sprechstunden und eine zahlreiche Studentenschaft wohnte seinen Vorlesungen bei. Seine Arbeit fand auch im europäischen Ausland Würdigung. So hatte Boerhaave 1730 von der russischen Zarin einen Ruf als Leibarzt erhalten, den er jedoch ablehnte.
Durch die große Anerkennung, die Boerhaave in der Wissenschaftswelt Europas besaß, hatte er eine große Zuhörerschaft. Zudem kamen durch die Veröffentlichungen seiner Schriften und durch seine Beteiligungen am Wollhandel einige Einnahmen dazu. Boerhaave schuf sich auf diese Weise ein nicht unbeachtliches Vermögen, zumal er zeitlebens relativ anspruchslos lebte, wiewohl ihm das daraus resultierende wenig erquickliche Erscheinungsbild bei seinen Zeitgenossen manchen Hohn und Vorwurf des Geizes einbrachte. Diese äußerliche Wahrnehmung beruhte jedoch auf keinem sehr haltbaren Fundament. Boerhaave sah die gesellschaftlichen Fehlentwicklungen und engagierte sich in der Armenversorgung, ohne daraus einen persönlichen Nutzen ziehen zu wollen. Dennoch konnte er sich und seiner Familie 1724 das Gut und Schloss Oud Poelgeest erwerben, wo er sich einen eigenen botanischen Garten anlegte, welcher nach dem Hortus Botanicus der zweitbedeutendste botanische Garten der Umgebung wurde.

### Letzte Jahre
Die ständige Beanspruchung Boerhaaves ging allerdings einher mit zunehmenden gesundheitlichen Problemen. Bereits seit 1712 machten sich bei Boerhaave Gichtsymptome bemerkbar, unter denen er zunehmend litt. Weitere Rückfälle 1727 und 1729 nötigten ihn, am 8. Februar 1729 auf seine chemische und botanische Professuren zu verzichten. Er behielt aber die Professur der praktischen Medizin bei. Noch bei seiner letzten Rektoratsrede hatte Boerhaave betont, dass es die höchste Ehre eines Arztes sei, ein Diener der Natur zu sein. Dies blieb er, bis er schließlich im Alter von fast siebzig Jahren an den Folgen eines Herzleidens starb.

### Familie
Im Jahre 1710 hatte Boerhaave in der vierundzwanzigjährigen Maria Drolenvaux (* 6. März 1685 in Leiden; † 19. Januar 1746 ebenda) eine Partnerin gefunden, welche er am 16. September des Jahres heiratete. Sie war die Tochter des Stadtrates und Schöppen in Leiden Abraham Drolenvaux (* 26. November 1648 in Leiden; † 12. Dezember 1718 ebenda) und dessen am 9. Juni 1683 geheirateten Frau Maria des Quiens (getauft 10. April 1652 in Leiden; † 20. Oktober 1688 ebenda). Anderthalb Jahre später, am 30. Mai 1714, wurde dem Ehepaar eine Tochter geboren, die auf den Namen Magdalena Jacoba getauft wurde. Ihr folgten die Töchter Magdalena (7. Mai 1713 in Leiden; † 23. August 1713 ebenda.), Magdalena Jacoba (* 30. Mai 1714 in Leiden; † 15. August 1717 ebenda.) und ein Sohn (* 9. Juni 1721 in Leiden; † 11. Juni 1721 ebenda) der kurz nach der Geburt vor der Taufe starb, nach. Auch die letztgenannten Mädchen starben in frühster Jugend.

## Bedeutung
Boerhaave suchte mit großer wissenschaftlicher Übersicht alle Resultate der Naturwissenschaften zum Besten der Medizin zu verwerten, legte hierbei auf die mechanischen Entdeckungen großen Wert und fand in der Faser den allgemeinen Organbestandteil, der durch seine Spannung und Erschlaffung die meisten Krankheitszustände verursache. Er verband, auf dem Boden der alten hippokratischen Lehre von der Heilkraft der Natur stehend, neuere iatrophysikalische und iatrochemische Anschauungen.
Die wichtigsten seiner Schriften sind die Institutiones medicae in usum annuae exercitationis (Leiden 1708, zuletzt Wien 1775 und in zahlreiche Sprachen übersetzt) und die Aphorismi de cognoscendis et curandis morbis (Leiden 1709 und öfter). Das erstere dieser Werke ist ein systematischer Abriss der theoretischen Lehrsätze in der Medizin, in den Aphorismen, die als medizinisches Kompendium im 18. Jahrhundert hohes Ansehen und große Bedeutung hatten (und etwa auch von Goethe genutzt wurde), beschreibt Boerhaave die Grundlagen der praktischen Medizin, wobei er von einer höchst durchdachten Klassifikation der Krankheiten ausgeht, deren Anfang er in seiner sowohl iatromechanischen als auch humoralpathologischen Theorie in der fehlerhaften Bewegung der (mit unterschiedlichen „Schärfen“ wirkenden) Körpersäfte, von denen die festen Bestandteile ihren Ursprung nehmen, sah. Diesen beiden Werken schließen sich seine Elementa chemiae (Paris 1724 und öfter, 2 Bände) an, die sich durch die Genauigkeit der Versuche auszeichnen.
Das Boerhaave-Syndrom bezeichnet die Ruptur der Speiseröhre bei heftigem Würgen, Husten oder Erbrechen. Boerhaave soll selbst gern an ausschweifenden Essgelagen teilgenommen haben. Als dabei einmal einem Freund die Speiseröhre riss und dieser anschließend starb, wurde er kurz nach seinem Tod durch Boerhaave obduziert. Dieser erkannte die Todesursache und gab ihr seinen Namen.
Das Kupferoxydammoniak wurde unter dem Namen Flüchtige Kupferoxydtinctur (Tinctura veneris volatilis) von ihm als Arzneimittel eingeführt. Diese Tinktur ist heute nicht mehr im Gebrauch.
1728 beschrieb er einen Tumor des Mediastinums. 1729 entdeckte Boerhaave den Harnstoff. Er bezeichnete ihn als „sal nativus urinae“ („natürliches Salz des Harns“).

## Bekannte Schüler
Boerhaaves bekannteste Schüler sind Albrecht von Haller und Gerard van Swieten. Letzterer wirkte als Interpret der Institutiones und der Aphorismi. Julien Offray de La Mettrie übersetzte zahlreiche Schriften Boerhaaves ins Französische, versah sie mit Kommentaren und trug dadurch zur Verbreitung seiner Lehren in Europa bei. Der britische Balneologe Richard Russell vervollkommnete Anfang der 1720er Jahre seine medizinischen Kenntnisse bei ihm.
Zwei seiner Schüler, van Swieten und Anton de Haen, begründeten die „Wiener Medizinische Schule“, deren Schüler unter anderen Franz Anton Mesmer war. Mit seinem Schüler von Haller verband Boerhaave Mechanik, Chemie und die unmittelbare klinische Betrachtung miteinander und legte damit den Grundstein für die moderne Physiologie. Boerhaaves Schüler Thomas Schwenke (1693–1767), der dem Wetter einen besonderen Einfluss auf die Blutgerinnung zuschrieb, publizierte 1745 ein Buch über Hämatologie (Haematologia, sive sanguinis historia, experimentis passim superstructa).

## Ehrungen
1715 hatte ihn die Académie Royale des Sciences in Paris zu ihrem Mitglied erwählt, 1730 wurde er einstimmig Mitglied der Royal Society in London.
Carl von Linné benannte ihm zu Ehren die Gattung Boerhavia aus der Pflanzenfamilie der Wunderblumengewächse (Nyctaginaceae).
Im Jahr 1864 wurde in Wien-Landstraße (3. Bezirk) die Boerhaavegasse nach ihm benannt.
Die Stadt Leiden hat ihm in der Peterskirche ein Denkmal errichtet (Entwurf: Philosoph Frans Hemsterhuis), auf welchem der Widmungsinschrift Salutifero Boerhaavii genio sacrum steht und man seinen Lieblingsspruch liest: Simplex sigillum veri (Das Einfache ist das Siegel des Wahren). In Leiden befindet sich zudem das nach Herman Boerhaave benannte Museum Boerhaave.
Ihm zu Ehren wurde seine Büste in der Walhalla aufgestellt.
Die niederländische Gesellschaft zur Förderung der Medizin beschloss im Juni 1867, eine Statue von Herman Boerhaave für die Stadt Leiden zu schaffen, dies zum Gedenken seines 200. Geburtstages. Man beauftragte den Künstler Johann Theodor Stracke (1817–1891) mit der Arbeit, die am 26. Juni 1872 an der Leidener Steenstraat (Steinstraße) enthüllt wurde. Auf Initiative der medizinischen Fakultät brachte man die Statue am 22. September 1931 in die Oegstgeester Straße, welche am Folgetag in Boerhaavelaan (Boerhaaveallee) umbenannt wurde und an der Kreuzung zum Rijnsburgerweg steht. Am Linnaeustoren (Linnaeus-Turm) in der Academiestraat (Akademiestraße) in Harderwijk ist 1938 ein Relief angebracht worden, das von Hendricus J. Etienne (1895–1968) geschaffen wurde. Im Turm befindet sich eine Boerhaavebüste.
Die niederländische Postgesellschaft Staatsbedrijf der Posterijen, Telegrafie en Telefonie (PTT) gab 1928 eine Zuschlagsmarke für Kinder mit seinem Bildnis heraus, welche von dem Künstler Jan Sluijters entworfen wurde und einen Postwert von 5 Cent aufwies. 1937 folgte dieser eine Briefmarke mit dem Nominalwert von 12,5 Cent und Zuschlag für Wohlfahrt, welche Wouter Hagens für einen Satz mit Porträts berühmter Persönlichkeiten entworfen hatte. De Nederlandsche Bank gab 1955 einen 20-Gulden-Schein mit seinem Bildnis heraus. Dieser von J. F. Doeve entworfene Geldschein war bis 1961 im Verkehr.
In den Jahren 1872 bis 1888 wurde alle vier Jahre eine wertvolle goldene Boerhaave-Medaille verliehen, um bedeutende Wissenschaftler der vorausgehenden 20 Jahre aus fünf Fachgebieten der „eher organischen Wissenschaft“ zu ehren. Sie wurde im Wechsel mit der Huygens-Medaille verliehen.
Seit 2012 werden die Preisträger des Boerhaave Biografie Prijs mit einer bronzenen modifizierten Version der Boerhaave-Medaille ausgezeichnet.
Am 2. April 1999 wurde der Asteroid (8175) Boerhaave des äußeren Hauptgürtels nach ihm benannt.

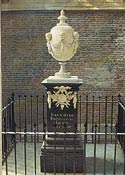
Monument in der Leidener Peterskirche
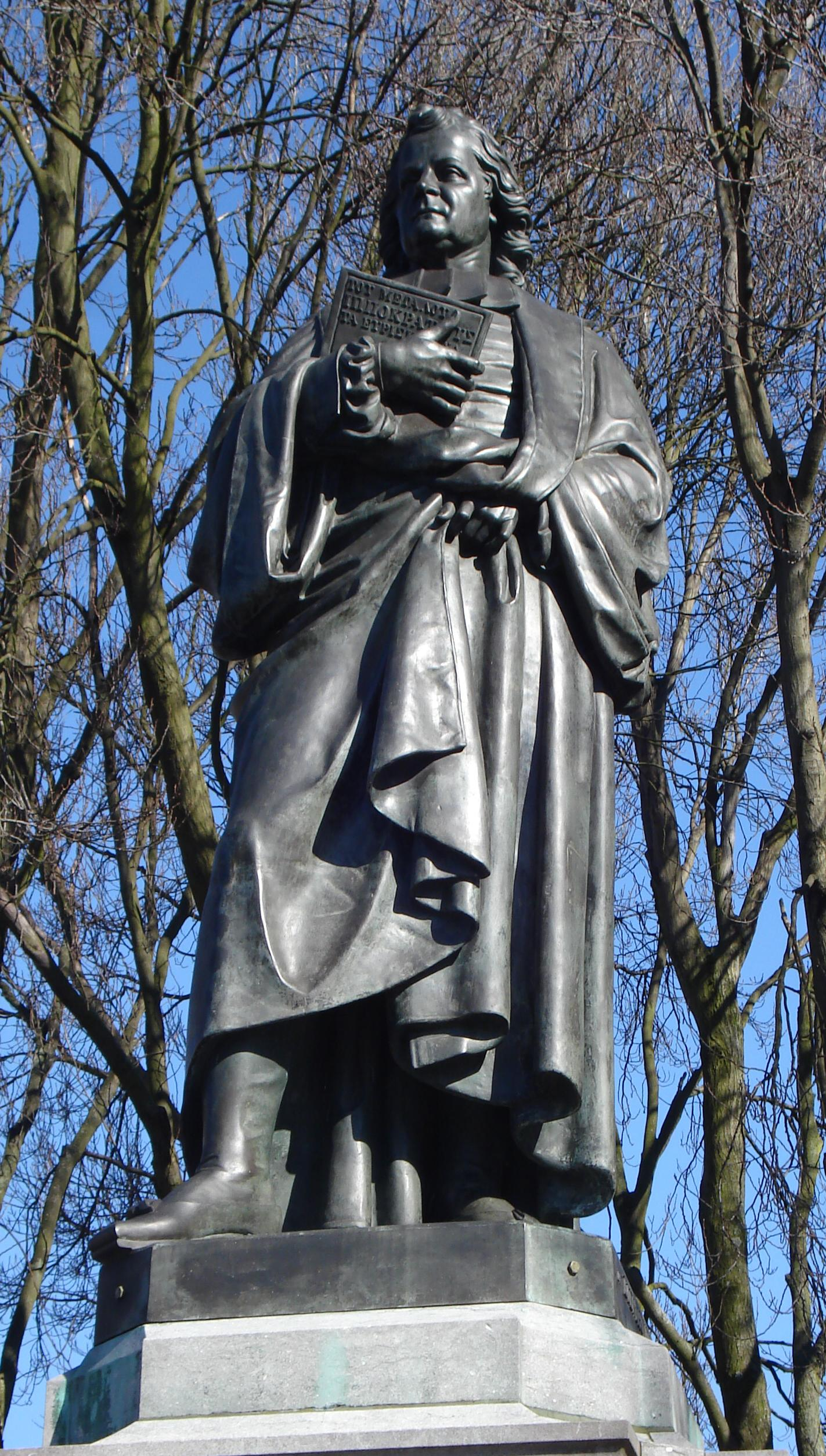
Statue Leiden
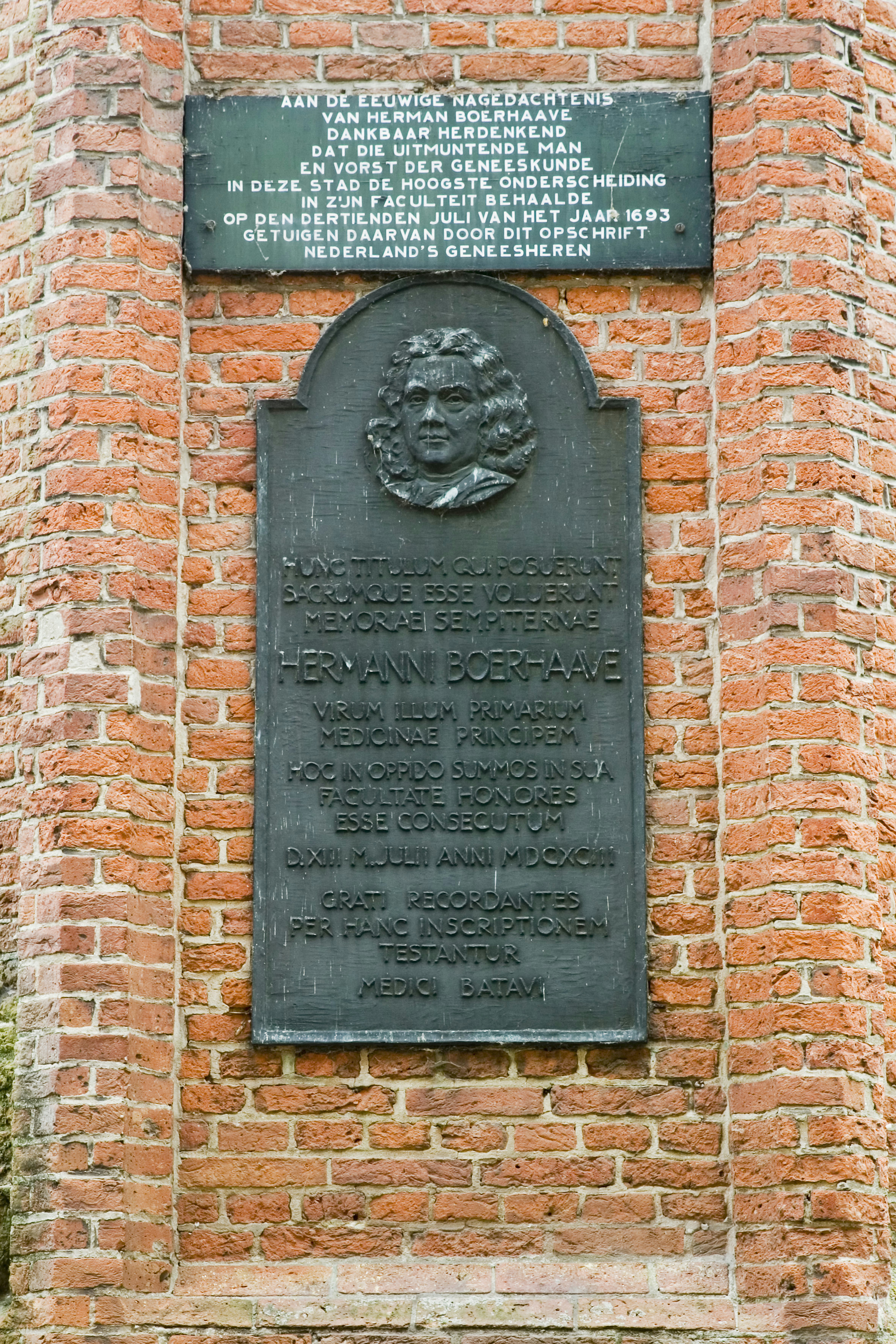
Relief Linnaeus-Turm Harderwijk
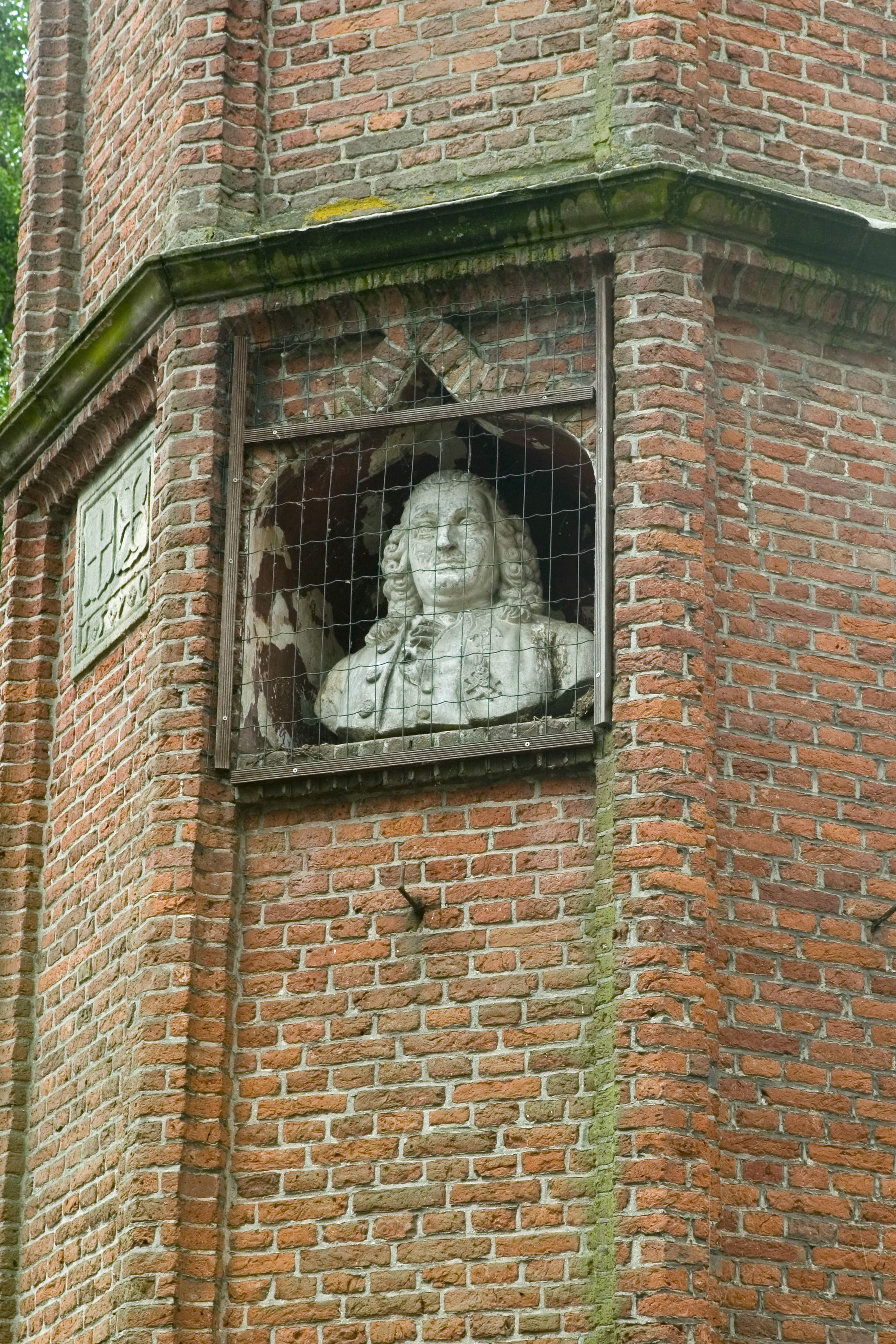
Büste Linnaeus-Turm Harderwijk
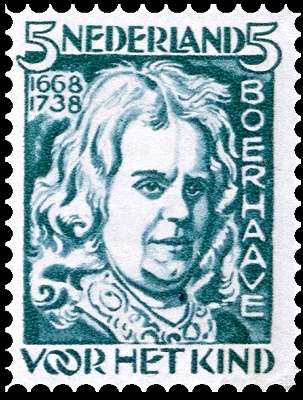
Kinderbriefmarke 1928
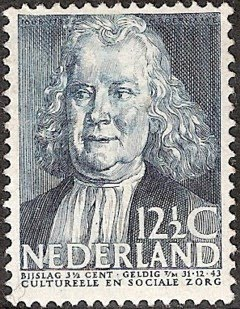
Sonderbriefmarke 1937

## Schriften (Auswahl)
- Disputatio de cohaesione corporum. Elzevier, Leiden 1687 – nur eine Kopie bekannt.
- Disputatio pneumatica de mente humana prima. Elzevier, Leiden 1687 (Digitalisat).
- Disputatio pneumatica de menta secunda. Elzevier, Leiden 1687 (Digitalisat).
- Disputatio pneumatica de menta humana tertia. Elzevier, Leiden 1688.
- Dissertatio qua probetur bene intellectam a Cicerone et conjutatam esse sententiam Epicuride summo bono. Leiden 1690.
- Disputatio philosophica inauguralis de distinctione mentis a corpore. Elzevier, Leiden 1687 (Digitalisat) – Promotion zum Doktor der Philosophie.
- De utilitate explorandorum in aegris excrementorum ut signorum dissertatio, habita Harderovici 14 July 1693. Harderwijk 1693 – Promotion zum Doktor der Medizin.
  - 2. Auflage, Jacobum de Beunje, Leiden 1742 (Digitalisat).
- Oratio de commendando studio hippocratico habita cum publicam institutiones medicos praelegendi munus in Academia Lugduno Batava inchoaret. Elzevier, Leiden 1701 (Digitalisat).
  - 2. Auflage, Joh. Arnold Langerak, Leiden 1709.
  - 3. Auflage, Joh. Arnold Langerak, Leiden 1721 (Digitalisat).
  - Inwijdingsrede ter aanprijzing van de beoefening der Hippocratische leere. J. Muller, Amsterdam 1842 – herausgegeben von Frans van der Breggen (1784–1843).
- De usu ratiocinii mechanici in medicina oratio habita in auditario magna XXIV. Septembris, cum tertii suae stationis anni labores auspicaretur. Leiden 1703 (Digitalisat).
  - 2. Auflage, Leiden 1709 (Digitalisat).
  - 3. Auflage, Leiden 1730 (Digitalisat).
  - Het nut der mechanistische methode in de geneeskunde. In: Opuscula selecta Neerlandicorum de arte medica. Band 1, Amsterdam 1907, S. 98–169 (Digitalisat).
- Institutiones medicae, in usus annuae exercitationis domesticos digestae. J. van der Linden, Leiden 1708 (Digitalisat).
  - 2. Auflage, van der Linden, Leiden 1713.
  - 3. Auflage, van der Linden, Leiden 1720 (Digitalisat).
  - Leiden 1734 (Digitalisat).
  - 6. Auflage, G. Cavelier, Paris 1735 (Digitalisat).
  - 6. Auflage, J. H. Verbeek & C. Haak, Leiden 1746 (Digitalisat).
  - Wien 1775 (Digitalisat).
- Oratio qua repurgatae medicinae facilis asseritur simplicitas. Habita XX. Mart. MDCCIX. Quum medicinae et botanicis proiessionem susciperet. J. van der Linden, Leiden 1709 (Digitalisat) – Antrittsrede als Professor der Medizin und Botanik.
  - 2. Auflage, Joh. Arnold Langerak, Leiden 1721 (Digitalisat).
- Aphorismi de cognoscendis et curandis morbis in usum doctrinae domesticae digesti. J. van der Linden, Leiden 1709 (Digitalisat).
  - 6. Auflage, Leiden 1742 (Digitalisat).
  - Neue Auflage, Felsecker, Nürnberg 1755 (Digitalisat).
  - Kurze Lehr-Sätze über Erkennung und Heilung der Krankheiten. 4 Bände, Hennings, Gotha 1828–1829 (Band 1, Band 2, Band 3, Band 4).
- Index plantarum quae in horto Lugduno-Batavo reperiuntur. Leiden 1710 (Digitalisat).
  - 2. Auflage: Index alter plantarum in horto Lugduno-Batavo aluntur. 2 Teile, Leiden 1720 (Teil 1, Teil 2).
    - 2 Teile, Leiden 1727 (Digitalisat).
- Sermo academicus de comparando certo in physicis; quem habuit in Academia Lugduno-Batava, quum octavo Februarii, anno MDCCXV. Rectoratum Academiae deponeret. Leiden 1715 (Digitalisat).
- Sermo academicus de chemia suos errores expurgante, quem habuit, quum chemiae projessionem in Academia Lugduno-Batava auspicaretur XXI. Septembris 1718. Leiden 1718 (Digitalisat).
- Libellus de materia medica et remediorum formulis, quae serviunt aphorismis de cognoscendis et curandis morbis. Leiden 1719 (Digitalisat).

  - Neue, erweiterte und verbesserte Auflage, Leiden 1720 (Digitalisat).
  - Neue, erweiterte Auflage, Leiden 1721 (Digitalisat).
  - 2., verbesserte Auflage, Leiden 1727 (Digitalisat).
  - 3. Auflage, Leiden 1740 (Digitalisat).
  - Neue Auflage, Felsecker, Nürnberg 1755 (Digitalisat).
  - 4., erweiterte Auflage, Leiden 1762 (Digitalisat).
  - Treatise of the materia medica, and forms of medicines adapted to his Aphorisms, on the knowledge and cure of diseases. London 1739 (Digitalisat).
  - Traité  de la matiere medicale, pour servir a la composition des remedes indiques dans les aphorismes. Paris 1739 (Digitalisat) – übersetzt von Julien Offray de La Mettrie.
  - Beschreibung der Arzneymittel und Recepten, die sich auf seine von dem Freyherrn van Swieten erläuterte Lehrsätze von Erkenntnis und Heilung der Krankheiten beziehen. Wien 1773 (Digitalisat).
  - Boekje handelende over de geneesmiddelen en voorschriften, welke dienen ter kennis en geneezing dan ziektens. Amsterdam 1793 (Digitalisat).
- Oratio academica de vita et obitu viri clarissimi Bernhardi Albini ex decreta magnifici rectoris & senatus academici habita XXII. Sept. anni MDCCXXI. Leiden 1721 (Digitalisat) – Würdigung von Bernhard Friedrich Albinus.
- Epistola ad Ruyschium pro sententia Malpighiana de fabrica glandularum in corpore humano. Van der Aa, Leiden 1722.
  - Amsterdam 1722.
  - Opusculum anatomicum de fabrica glandularum in corpore humano, continens binas epistolas […]. Van der Aa, Leiden 1722 (Digitalisat).
    - Waesberg, Amsterdam 1733 (Digitalisat).
    - Venedig 1757.
- Institutiones et experimenta chemiae. 2 Bände, Paris 1724 (Band 1, Band 2).
- Atrocis, nec descripti prius, morbi historia. Secundum medicae artis leges conscripta. Leiden 1724 (Digitalisat) – Fallbericht.
  - 2. Auflage?, S. Luchtmans & C. Haak, Leiden 1740.
  - 3. Auflage, G. Corts, Leiden 1740 (Digitalisat)..
- Atrocis rarissimique morbi historia altera. S. Luchtmans & T. Haak, Leiden 1728 (Digitalisat) – Fallbericht.
  - 3. Auflage, G. Corts, Leiden 1740
  - Rariorum morborum historiae prior et altera. Frankfurt / Leipzig 1771 (Digitalisat) – herausgegeben von Ernst Gottfried Baldinger, beide Fallberichte.
- Sermo academicus, quem habuit, quum, honesta missione impetrata, botanicam et chemicam professionem publice poneret XXVIII Aprilis 1729. Leiden 1729 (Digitalisat).
- Sermo academicus de honore medici, servitute, quem habuit in auditorio magno VIII. februarii anni MDCCXXXI quum iterum poneret rectoratum academiae. Leiden 1731 (Digitalisat).
- Elementa chemiae, quae anniversario labore docuit in publices privatiaque scholis. 2 Bände, Imhoff, Leiden 1732 (Band 1, Band 2).

  - 2 Bände, Fritsch, Leipzig 1732 (Band 1, Band 2).
  - 2. Auflage, 2 Bände, Cauelier, Paris 1733 (Band 1, Band 2).
  - 2 Bände, Basel 1745 (Band 1, Band 2).
  - Elements of Chemistry. 2 Bände, J. Clarke, S. Austen, London [1732?] (Digitalisat).
    - Elements of Chemistry. 2 Bände, London 1733 – übersetzt von Timothy Dallowe (1702–1775).
    - Elements of Chemistry. 2 Bände, London 1735 (Band 1, Band 2)  – übersetzt von Timothy Dallowe (1702–1775).

  - Elémens de chymie. 2 Bände, J. Neaulme, Den Haag 1748 – übersetzt von Jean Nicolas Sébastien Allamand.
    - 2 Bände, Arkstee et Merkus, Amsterdam / Leipzig 1752 (Band 1, Band 2) – übersetzt von Jean Nicolas Sébastien Allamand.

  - Elementa Chemiae oder Anfangs-Gründe der Chymie. Christian Friderich Schopp, Halberstadt 1732–1734 (Band 4, Band 6) – übersetzt von F. H. G.

Zeitschriftenbeiträge
- De Mercurio experimenta. In: Philosophical Transactions.:
  - Teil 1, Band 38, Nr. 430, 31. Dezember 1733, S. 145–167 (doi:10.1098/rstl.1733.0030, JSTOR:103841).
  - Teil 2, Band 39, Nr. 443, 31. Oktober 1736, S. 343–359 (doi:10.1098/rstl.1735.0072, JSTOR:104037).
  - Teil 3, Band 39, Nr. 444, 31. Dezember 1736, S. 368–376 (doi:10.1098/rstl.1735.0076, JSTOR:104041).

Gesammelte Schriften
- Opera omnia medica. Venedig 1722 (Digitalisat).
  - Neue, erweiterte Auflage, Venedig 1735 (Digitalisat).
  - Venedig 1742 (Digitalisat).
  - Neue Auflage mit Biografie, Venedig 1751 (Digitalisat).
  - Venedig 1757.
  - Venedig 1766 (Digitalisat).
  - Neue Auflage, Venedig 1771 (Digitalisat).
  - Venedig 1783.
  - Venedig 1790 (Digitalisat).

- Opuscula omnia. Ea quidem prius sparsim edita in unum collecta. Gravenhage 1733.
- Opuscula omnia, quae hactenus in lucem prodierunt. Gravenhage 1738 (Digitalisat).

Als Herausgeber
- Sébastien Vaillant: Botanicon Parisiense: Operis majoris prodituri prodromus. Leiden 1723 (Digitalisat).

Vorworte
- [Tractatus medicus de Lue Venerea praefixus aphrodisiaco.] In: Luigi Luisini: Aphrodisiacus sive de lue venerea. Band 1, Leiden 1728 (Digitalisat).
- In: Prospero Alpini: De praesagienda vita et morte aegrotantium. Libri septem […]. 2. Auflage, Leiden 1733 (Digitalisat) – herausgegeben von Hieronymus David Gaub.

Werke, welche nicht durch Boerhaave selbst herausgegeben wurden
- Praxis medica sive commentarium in aphorismos de cognoscendis et curandis morbis. 5 Bände, Padua 1728 (Band 1, Band 2, Band 3, Band 4, Band 5).
- Tractatus de peste s.a.;Consultationes medicae, sive sylloge epistolarum cum responsis Den Haag 1743.
- Praelectiones publicae de morbis oculorum (lect. 1708). ed.Haller. Göttingen 1746.
- Introductio in praxin clinicam sive regulae generales in praxi clin. observandae. Leiden 1740.
- Tractatus de viribus medicamentorum. lect. 1711, 1712, Paris 1722 u. 1742 urn:nbn:de:hbz:061:2-146518, Venedig 1753 urn:nbn:de:hbz:061:2-146523.
- Methodus discendi medicinam lect. 1710, Amsterdam 1726.
- Index plantarum quae in horto Leydensi crescunt, cum appendice e caracteribus earum desumptis ex ore clarissimi H. Boerhaave. Leiden 1727.
- Commentaria in aphorismos de cognosc. et curand. morbis. Pavia, Amstelod. 1728.
- Praelectiones de Calculo. lect. 1729, London 1734.
- Praelectiones acad. de morbis nervorum, …. ex auditorum manuscriptis collectas …. curavit Jac. van Eems. lect. 1730–35, Leiden 1761.
- Alb. von Haller (Hrsg.): Praelectiones academicae in proprias Institutiones medicae etc. edid. et not. add. Alb. Haller. Göttingen 1739, 1744 (books.google.de)
- Herman Boerhaave's Materia medica: Or, a series of Prescriptions adapted to the Sections of his Practical Aphorisms concerning the Knowledge and Cure of Diseases. Translated from the Latin Original of the last genuine Edition of the Author. London 1741 urn:nbn:de:hbz:061:2-146589.
- Johann Peter Eberhard: Hermann Boerhaavs Physiologie. Uebersetzt und mit Zusätzen vermehrt. Regnerische Buchhandlung, Halle 1754 (books.google.de).
  - 2. Auflage. 1780 (books.google.de)
- Hermann Boerhavens wichtige Abhandlung vom Krebs und Kranckheiten der Knochen, aufs deutsche übersetzt und mit vielen Anmerkungen versehen. Johann Gottlieb Garbe, Frankfurt am Main, 1765 (books.google.de).
- Gabriel Friedrich Clauder: Hermann Boerhaavens, Weltweisheit und Arzenykunst Doctoris, wie auch auf der Holländischen Universität in Leyden gewesenen berühmten Professoris, kurze gründliche Abhandlung von Augenkrankheiten, und derselben Cur, durch bewährte, sichere, auch auf eigene Erfahrungen gegründete Mittel und beygesetzte Recepten; wegen ihrer Vortrefflichkeit und wichtigen Inhalts denen Medicis und Chirurgis zum Besten, nach der neuesten Lateinischen Auflage in das Teutsche übersetzt. Wolfgang Schwarzkopf, Nürnberg 1759 (Digitalisat). 
  - 4. Auflage, Nürnberg 1771 (Digitalisat).
- Wilhelm Friedrich Cappel: Hermann Boerhaavens Lehrsätze der theoretischen Medizin mit Kommentarien oder Auszügen aus den bisherigen Vorlesungen über diese Lehrsätze und nöthigen Zusätzen. Carl Gottfried Fleckeisen, Helmstädt, 1790, 2. Teil (books.google.de).
- Jan Swammerdam: Bybel der natuure. Historie der Insecten... Leiden 1738, 2. Band (books.google.de).
- J. Delacoste: Boerhaaves Aphorisms: Concerning The Knowledge an Cure of Diseases. erst Leiden 1715, London 1715.
- Gottfried Heinrich Burghart: Hermanni Boerhaave – Academische Vorlesungen oder Medicinisch-practische Abhandlung von der Venusseuche, aus dem lateinischen ins Deutsche gebracht und mit einigen Anmerkungen erläutert. Verlag Daniel Pietsch, Breslau und Leipzig, 1753 (books.google.de).
- Dr. Daniel Turners, Mitglied des Collegii Medici in London, Syphilis oder Praktische Abhandlung von der Venus-Seuche in zweyen Theilen. Nebst Dr. Boerhavens Nachricht von der Gonorrhoea, auch anderen Zusätzen des Verfassers und einer Vorrede des Herrn Hofrath Heisters. Denen Deutschen Wund-Ärzten zum Nutzen aus dem Englischen übersetzet von einem der die Wundarzneney liebet. Deetz sehl. Wittwe und Runge, Zelle / Leipzig 1754 (Digitalisat).